# Kalevi Sorsa
Taisto Kalevi Sorsa (21 tháng 12 năm 1930 – 16 tháng 1 năm 2004) là chính trị gia Phần Lan giữ chức Thủ tướng Phần Lan ba lần: 1972–1975, 1977–1979 và 1982–1987. Vào thời điểm ông qua đời ông vẫn giữ kỷ lục tại chức thủ tướng nhiều ngày nhất. Ông còn là lãnh đạo Đảng Dân chủ Xã hội Phần Lan.